# Arthur B. Chatelain
Arthur B. Chatelain (* 2. Februar 1896 in Ohio; † 1. November 1952 in Los Angeles, Kalifornien, Vereinigte Staaten) war in den 1940er-Jahren ein US-amerikanischer Ingenieur bei 20th Century Fox Laboratory. 1946 wurde er für seine Arbeit mit einem Technical Achievement Award ausgezeichnet.

## Leben
Im Jahr 1946 wurde Arthur B. Chatelain zusammen mit Michael S. Leshing, Benjamin C. Robinson und Robert C. Stevens (alle von 20th Century Fox) sowie John G. Capstaff (von Eastman Kodak Company) mit einem Technical Achievement Award ausgezeichnet für die Entwicklung einer Maschine zur Filmentwicklung für 20th Century Fox („for the 20th Century Fox film processing machine“).
Chatelein erfand unter anderem ein Spender für Zahncreme sowie ein Überblendgerät zur Filmherstellung.
Chatelain war ab 1923 mit Ruth R. Jonas verheiratet; das Paar hatte zwei Söhne und eine Tochter.

## Auszeichnung
- 1946: Technical Achievement Award Klasse III